# Figures de maternités Yombé
Les figures de maternités Yombé ou Phemba ou encore Kongo, sont un archétype idéalisé de la beauté féminine historique des peuples du groupe Kongo.

## Concepts
C'est au peuple Yombé, sous-groupe des Kongos. nord occidentaux (localisés actuellement dans la république démocratique du Congo, en république du Congo et dans l'enclave angolaise du Cabinda), que l'on doit une des expressions la plus codifiée et la plus ritualisée de la représentation de la mère à l'enfant. Cet art entièrement consacré au culte de la fécondité place cette représentation en icône de l'art Kongo.
Les artistes Kongo ont sculpté de nombreuses figures et objets caractérisés par des traits naturalistes. On note par exemple, les Mintadi (en kikongo, « gardiens », au singulier ntadi), sculptures en stéatite utilisées pour orner les sépultures des notables du royaume du Kongo.
Il ne s'agit pas d'un simple thème de genre, mais d'une affirmation du pouvoir spirituel qui soutient la société, du besoin de fécondité et de la promesse des générations futures. La mère fondatrice du clan occupe une position de grand respect.
Deux grandes familles d'objets se distinguent :
- Les Nkisi, plus précisément les Nkondi, ces fameux fétiches à clous, représentations masculines, agressives et effrayantes.

et
- Les Phemba (Pemba), sculptures esthétiques aux antipodes des premières, pacifiques, évoquant des forces spirituelles plus paisibles.

La production des maternités Pemba a atteint son apogée lors de la période du Commerce triangulaire, alors que se profilait une possible extinction du peuple Kongo. Rappelons qu'environ la moitié des 12 millions de déportés transatlantiques sont des populations Bantous ayant transité par des ports situés entre les côtes actuelles du Gabon jusqu'à celles de l'Océan Indien, en passant par l'ancien port d'embarquement des esclaves de Loango,.
Le mot kikongo Phemba se traduit par  « la couleur blanche », ou « la pureté » en référence à la terre blanche (kaolinite) qui est un signe de fertilité dans la région. Le nom est interprété par John M. Janzen (1979) comme désignant  « celui qui donne des enfants vertueux ». Un enfant Phemba  est un enfant Nkisi conçu de façon magique, un émissaire fragile du monde des esprits.
La statuaire de Phemba quant à elle, se divise en deux groupes : 
- Les mères qui bordent ou tiennent leurs bébés,

et 
- Les mères allaitantes.

Les styles très différents des sculptures Phemba, illustrent des variations régionales et même personnelles sur le même thème.

## Plastique
Les figures Pemba sont l'incarnation de la beauté féminine. Elles sont généralement rendues dans un style séminaturaliste, avec un grand soin apporté à la représentation des détails culturels.
L'art Phemba est régi par un certain nombre de canons. L'efficacité d'une statue de maternité dépend de la dignité de la figure et de sa jeunesse (démontrée par la fermeté des seins) et des bijoux, qui augmentent sa beauté et son statut.
Ce sont des statues en bois de 25 à 30 cm de hauteur, représentant une femme dénudée tenant le dos bien droit, assise sur un socle, les deux jambes croisées. Un enfant est posé dans son giron. C'est la partie de son corps qui va de la ceinture abdominale aux genoux quand on est en position assise. L'enfant est habituellement en position allongée. La tête l'enfant est à gauche de sa mère (rarement à droite) qui soutient sa tête par sa main gauche et elle pose sa main droite sur ses jambes. Rarement l'enfant est assis sur la cuisse gauche de sa mère. Les seins de la mère sont apparents et volumineux ; parfois l'enfant tète du sein gauche ou il le touche avec sa main.
La mère ne porte jamais de regard sur son enfant.
La tête de la mère est souvent surmontée d'un bonnet royal ou une calotte appelée mpu (petite coiffure ronde couvrant le crâne ou le sommet du crâne) décoré par des légers bas-reliefs de formes géométriques. Parfois la coiffure prend la forme d'éventail frontal doublant la hauteur de la tête.
On peut parfois trouver d'autres objets d'ornement comme les colliers, les bracelets aux bras, aux poignets et aux chevilles, avec parfois une cordes en haut du torse.
Les Phemba sont traditionnellement rarement à genoux ou debout.
La tête de la mère, avec son port altier, est disproportionnée par rapport au reste du corps. Elle est posée sur un tronc généralement bien droit.
Sa coiffure ou son couvre-chef de forme conique ou semi-tronquée, portée par les hommes et les femmes, encadre un visage avec son expression soigneusement composée.
La bouche est généralement ouverte, laissant entrevoir des dents limées (signe d'identification culturelle chez le peuple Yombé, les incisives médianes taillées laissant apparaitre un interstice rectangulaire).
On note les yeux de verre importés qui " voient " au-delà de ce monde. Les scarifications en relief dans des motifs géométriques sur le cou, le dos et les épaules sont dans la vie réelle, réalisées en frottant une substance médicinale non identifiée sur des coupures superficielles de la peau, afin qu'en guérissant, elles donnent des cicatrices lisses et brillantes aux formes définies. Cette méthode par les chéloïdes a été utilisée pour rendre les femmes à partir de l'âge de dix ans, plus attayantes physiquement et pour augmenter le plaisir sexuel. La femme dépourvue de scarifications pouvant devenir la risée des autres .
L'attirail extérieur est composé d'os, de métal (principalement de clous de tapisserie), tessons, verres, miroirs, et autres matériaux naturels.

## Symbolique
Les Phemba ne font référence à aucune déité précise du panthéon Kongo. L'idée qu'elle représente une aïeule mythique ou l'épouse d'un roi est souvent avancée.
Toujours est-il que les Phemba sont des figures universelles et symboliques de la femme dans son positionnement comme garante du mystère de la vie.
Rappelons que la société Yombé tout comme Kongo est matriarcale et matrlinéaire. La femme y tient donc un rôle social, politique et religieux de premier plan car la transmission lignagère se fait par le sang de la mère.
Les scarifications en relief  sur la poitrine et le dos, les dents limées, les ornements perlés et la coiffure proéminente désignent cette figure comme une femme de statut d'élite.
La coiffure proéminente de la mère est également portée par l'enfant bercé sur ses genoux.
Les fragments de verre placés dans les yeux de la figure suggèrent le rôle commémoratif de la sculpture. Les surfaces réfléchissantes comme le verre suggèrent la surface de l'eau, un lien symbolique avec le royaume ancestral. La cosmologie Kongo considère l'eau comme la médiane qui sépare le monde vivant de l'au-delà.
Les colliers en cauris symbolisent la richesse tandis que ceux en dents de léopard représentent la force physique et la puissance. Tout comme le mpu, bonnet tressé en fibres d'ananas ou de raphia, les colliers sont un haut attribut cheffal.
Une patine recouvrait à l'origine le Pfemba. Sa couleur rougeâtre traduisait des conditions transitoires, comme le fait de naître ou de passer dans l'au-delà. La pfemba se penche vers l'avant, indiquant qu'elle est forte mais flexible comme un palmier et qu'elle est capable de voir à travers des yeux couverts de verre ou " à travers l'eau vers le monde des esprits ".
La ficelle de kitanda que la Pfemba porte au-dessus de ses seins signifie l'équilibre et l'ordre.
La statuaire de maternité était utilisée dans les rituels d'un culte de la fertilité des femmes pour éloigner les dangers pour les mères pendant l'accouchement et pour protéger la santé de l'enfant, mais aussi placée dans un sanctuaire pour honorer les mères ancestrales d'une lignée.
La figuration de la scène d’allaitement rappelle la primauté du rôle féminin. Par  extension, cette fécondité fait le lien avec l’abondance des récoltes et la clémence  des éléments de la nature.
La question se pose de savoir si l'enfant est mort ou vivant. Certains bébés sont représentés en train d'allaiter ou avec les jambes fléchies, une indication claire de leur vitalité, tandis que d'autres sont allongés sur les genoux de leur mère avec les jambes raides tendues. Les enfants dont les jambes sont raides seraient sans vie, alors que les vivants auraient les jambes pliées au niveau des genoux.

## Art contemporain
Avec  Materna, tableau de la série Nouveaux Fétiches, l’artiste congolais Frédéric Trigo Piula met en exergue les tensions culturelles qui sont intervenues du fait de l’introduction du lait concentré sucré, artificiel, importé sur les marchés d'Afrique subsaharienne. Ce lait a tendance à se substituer au lait maternel ; ce lait naturel qui procure les premiers anti-corps qui vont protéger le nouveau-né contre les agents pathogènes et donc contre les maladies. La figure traditionnelle d’allaitement Kongo au centre de la composition, ainsi que les boîtes de lait et les bougies incandescentes parsemées autour d’elle, font presque penser à une cérémonie rituelle.
À l'image des maternités Phemba, le sujet central est une jeune femme au port altier, forte et en bonne santé, symbolisant la mère avec toutes les responsabilités qui lui confère ce titre. C'est également, la mère ancestrale, la mère du peuple ou de l'ethnie, protectrice du lignage des Kongo qui sont représentées par l'enfant qu'elle nourrit et protège jalousement. Il effectue une fusion afro-européenne en associant les objets de la culture moderne occidentale avec ceux de la culture traditionnelle africaine.

## Galerie photographique

Maternités Kongo
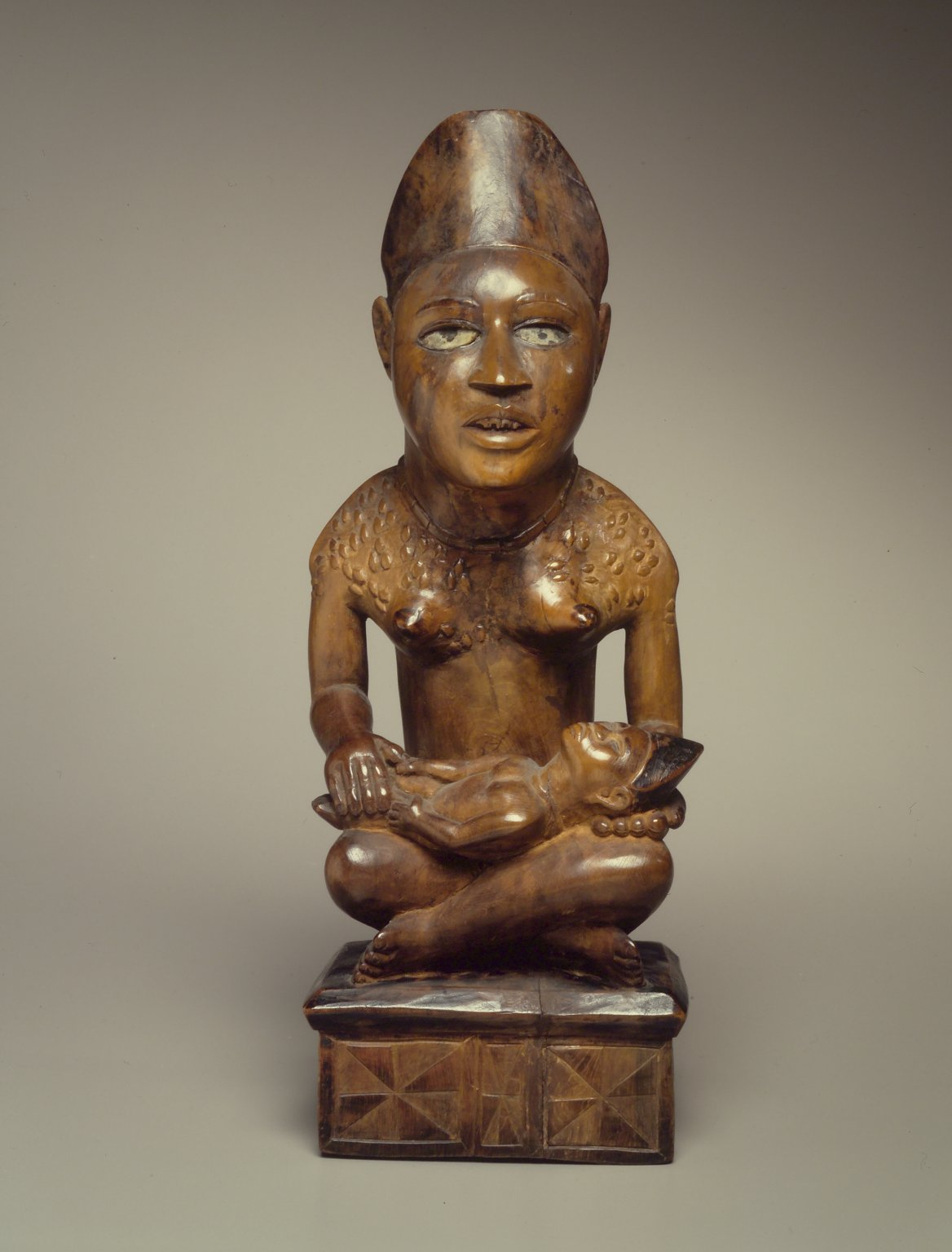
Maternité Phemba - Brooklyn Museum.
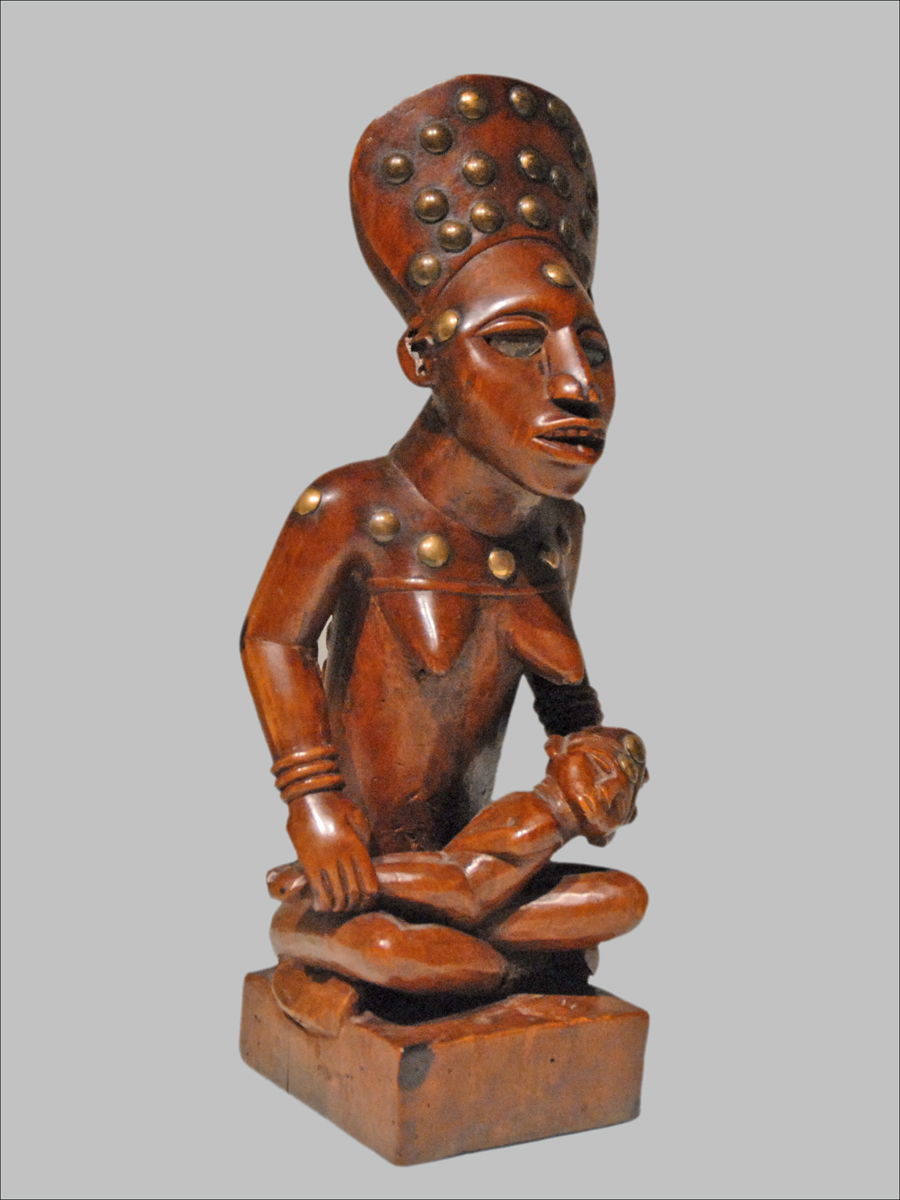
Maternité Phemba, Kongo - Musée du Quai Branly.
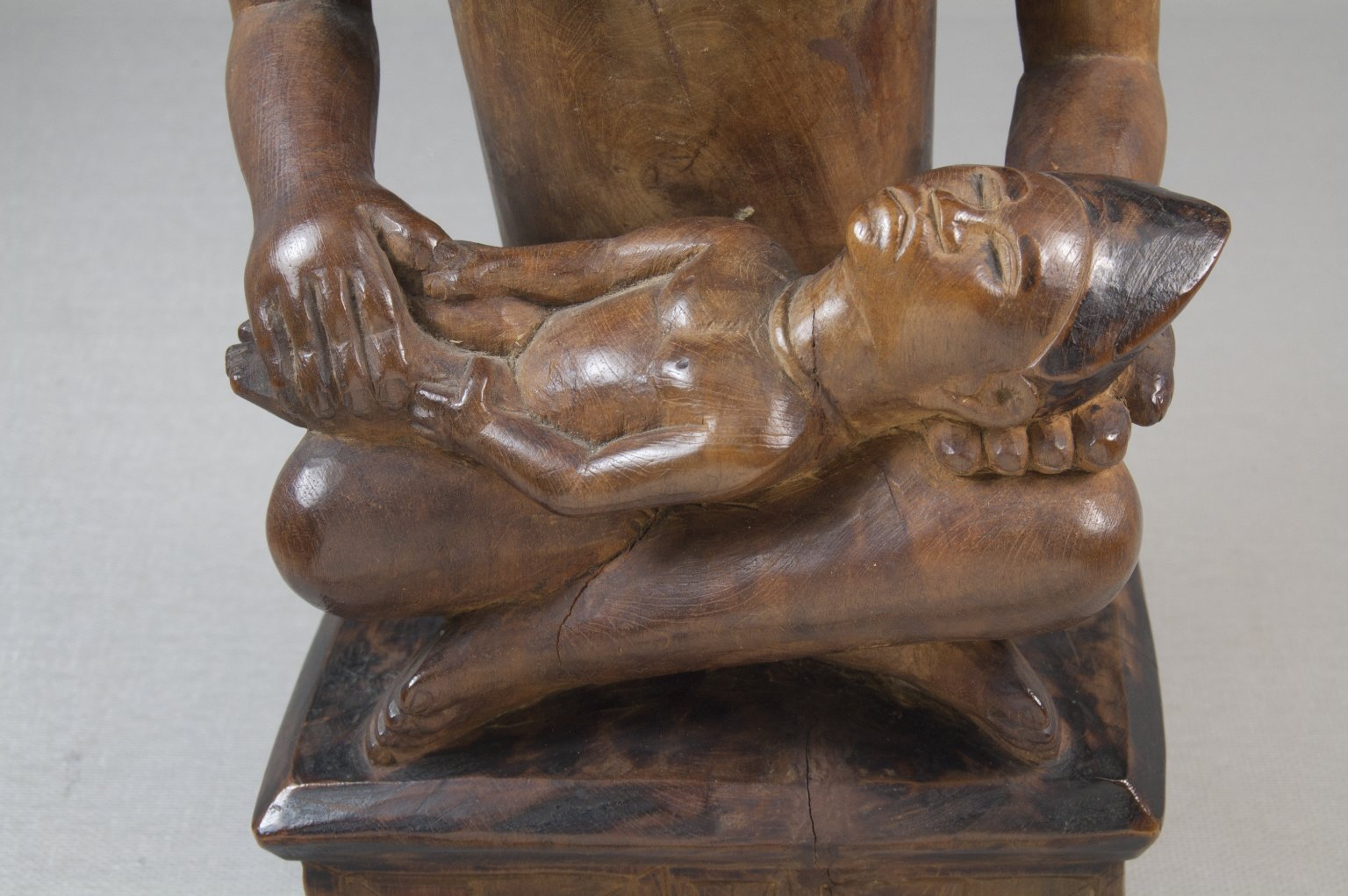
Gros plan sur l'enfant - Brooklyn Museum.
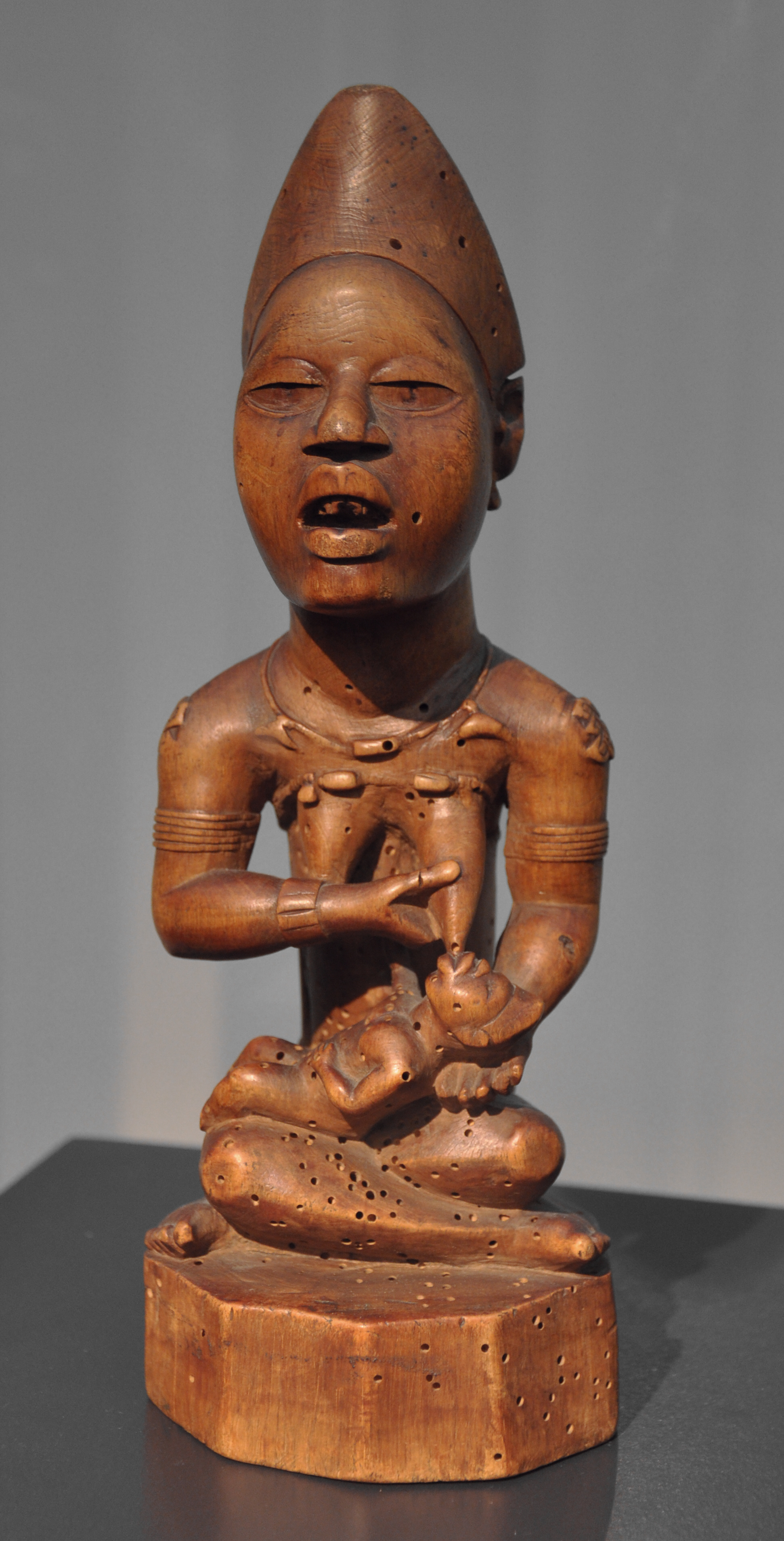
Statuette Phemba alaitante - République démocratique du Congo ou République du Congo; XIXe siècle; bois Museum Rietberg.
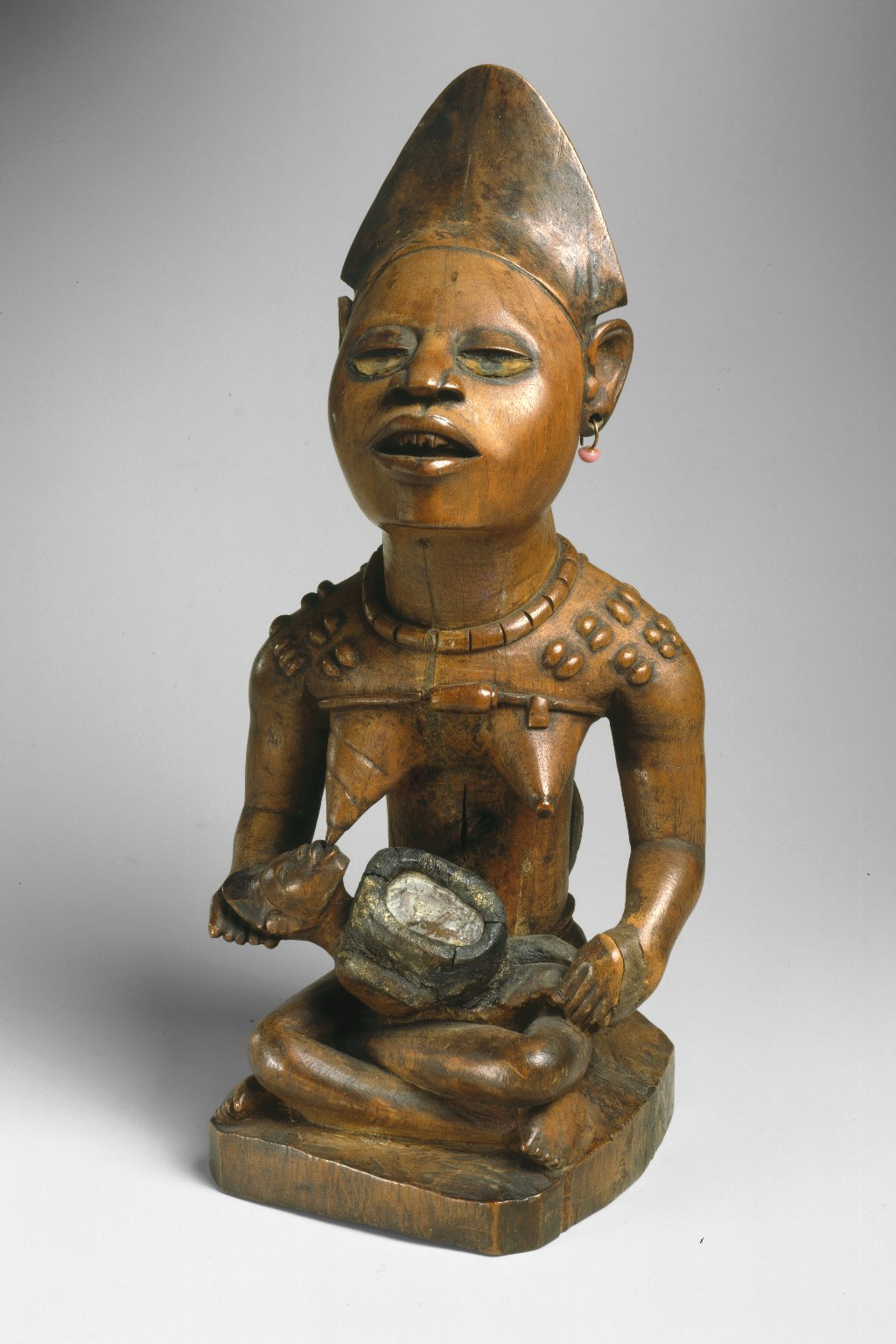
Maternité Phemba alaitante avec miroirBrooklyn Museum.